# Caixa Geral de Depósitos

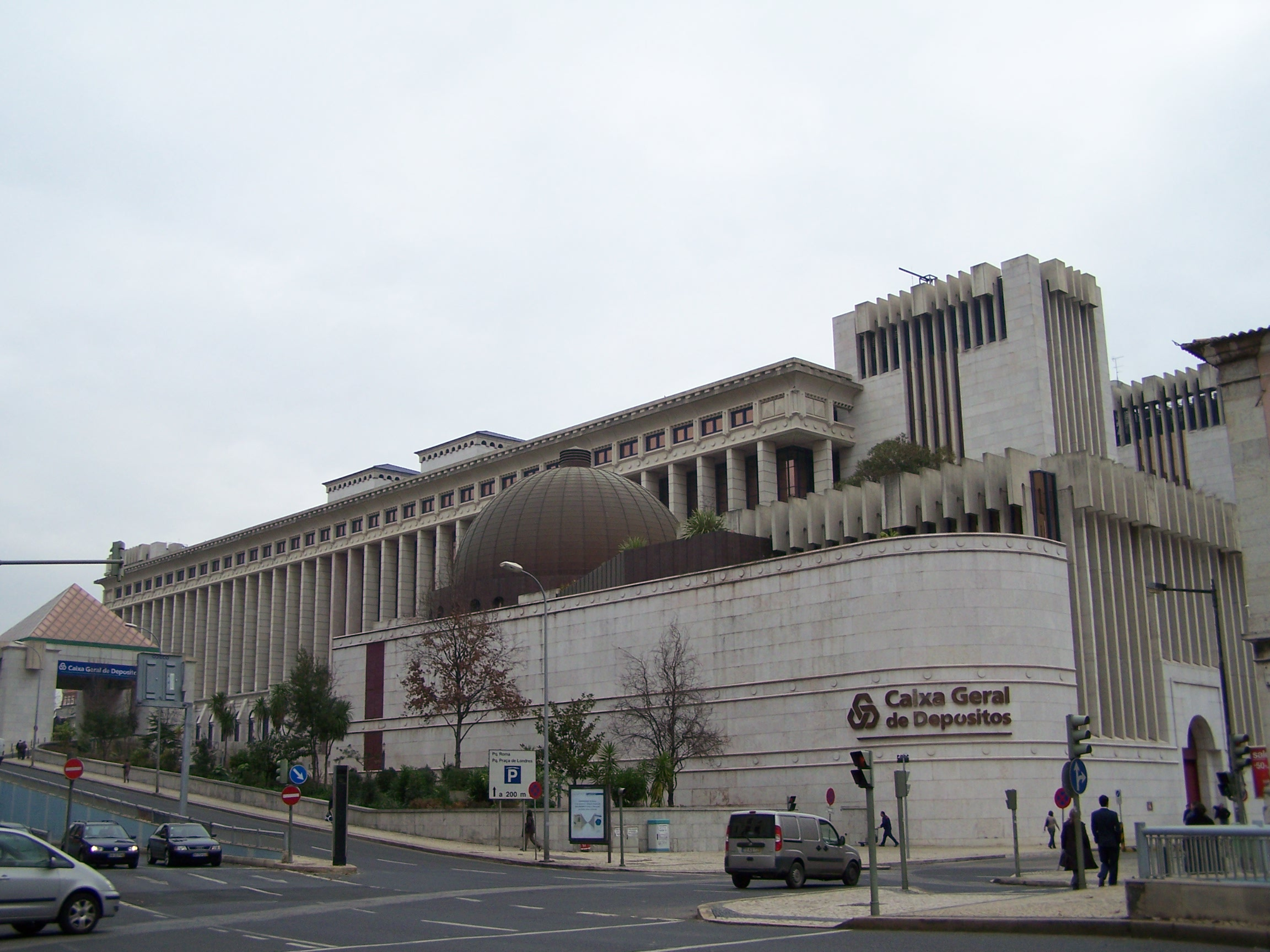
Sede Central en Lisboa.

La Caixa Geral de Depósitos (CGD) es un banco público portugués. Fue fundada en 1876 como un banco estatal cuyas funciones principales eran la recepción de depósitos y la gestión de la divisa pública. Posteriormente su actividad se amplió a banco de inversión y popular. 
En 1988 se constituye el grupo CGD con las participaciones mayoritarias en el Banco Nacional Ultramarino (BNU) y la Fidelidade, empresas estatales que habían sido transformadas en sociedades de capital exclusivamente público.
En 1993 cambia su razón social a CGD, SA cuando se transforma en sociedad de capital exclusivamente público, asumiendo la operativa de un banco universal.
Posteriormente el Grupo realizó compras de entidades bancarias a nivel internacional: en España (Banco Luso Español, Banco de Extremadura y Banco Simeón, fusionando estas tres entidades en el Banco Caixa Geral), en Sudáfrica (Mercantile Lisbon Bank Holdings), en Mozambique (Banco Comercial de Investimento), Cabo Verde (Banco Interatlântico, SARL y Banco Comercial do Atlântico) y en EE. UU. (Crown Bank).
En 2000 inició el proceso de integración de las estructuras comerciales y centrales de CGD y de BNU, que culmina en 2001 con la fusión por absorción del BNU en la CGD, desapareciendo este como marca excepto en Macao, donde el BNU continua como banco universal, emisor de moneda y agente del Tesoro. Ese mismo año el banco inició la estructuración de sus participaciones financieras por áreas de negocio mediante la creación de holdings sectoriales.

## Grupo CGD
Gestión de Activos
- Caixagest
- CGD Pensões
- FUNDIMO
- Caixa Gestão de Activos SGPS

Seguros
- Fidelidade
- Vía Directa
- CARES - Companhia de Seguros e Assistência
- MULTICARE - Seguros de Saúde
- GARANTÍA (Cabo Verde)
- Caixa Seguros SGPS
- Fidelidade Mindial SGII

Servicios Auxiliares
- CAIXATEC - Tecnologías de Comunicaçción
- CAIXANET - Telemática y Comunicaciones
- CULTURGEST
- IMOCAIXA
- SOGRUPO

## Participaciones[3]
- 15% de Zon Multimédia
- 5,1% de Portugal Telecom
- 5,25% de Energías de Portugal
- 20% de Rede Eléctrica Nacional
- 1,25% de Galp Energía